# Skarptjärnen (Orsa socken, Dalarna, 679215-144773)
Skarptjärnen är en sjö i Orsa kommun i Dalarna och ingår i Dalälvens huvudavrinningsområde.